# Arne Groh
Pour les articles homonymes, voir Groh.
Arne Groh, né le 9 janvier 1962 à Seghorn (Allemagne), est un sculpteur allemand résidant à Cassel, en Allemagne.